# Руель Вінсент ван Дайк
Рул Вінсент ван Дайк (англ. Ruel Vincent van Dijk, нар. 29 жовтня 2002 (22 роки) , Isleworthd ), відомий також як Рул (вимовляється «Рул», коротка версія «Рулоф»), австралійський автор пісень Сіднея та співак, найбільш відомий своїми синглами «Don't Tell Me» та «Younger». На ARIA 2018 року він здобув нагороду прориву виконавця за свій сингл «Dazed & Confused».